# Margherita (nummer)
Margherita is een nummer van de Italiaanse zanger Riccardo Cocciante uit 1976. In 1995 werd het nummer gecoverd door de Nederlandse zanger Marco Borsato voor zijn tweede Nederlandstalige album Als geen ander. In mei 1996 werd het nummer op een dubbele A-kant met "Vrij zijn" uitgebracht als de vierde en laatste single van het album.

## Achtergrond
"Margherita" werd oorspronkelijk in het Italiaans opgenomen door Riccardo Cocciante in 1976 voor zijn album Concerto per Margherita. Deze versie werd geproduceerd door Vangelis. Het behaalde de eerste plaats in de Italiaanse hitlijsten. In 1978 nam hij het nummer opnieuw op in het Spaans, Frans en Engels onder de respectievelijke titels "Margarita", "Marguerite" en "Just for You".
In 1995 werd "Margherita" door Han Kooreneef en Leo Driessen vertaald naar het Nederlands. Het lied gaat over een relatie die totaal onverwachts verbroken wordt. De Nederlands-Italiaanse zanger Marco Borsato, die in het begin van zijn carrière veel covers maakte van Italiaanse nummers, nam het op voor zijn album Als geen ander. Deze opname werd in mei 1996 uitgebracht als de laatste single van het album, in een dubbele A-kant met een nieuwe versie "Vrij zijn", de zogeheten "5 mei-versie". Dit is eveneens een cover van een Italiaans nummer, "Sempre" van Paolo Vallesi. Deze single bereikte de derde plaats in de Nederlandse Top 40 en de vijfde plaats in de Mega Top 50.

## Hitnoteringen

### Nederlandse Top 40
| Hitnotering: 11-05-1996 t/m 10-08-1996 | Hitnotering: 11-05-1996 t/m 10-08-1996 | Hitnotering: 11-05-1996 t/m 10-08-1996 | Hitnotering: 11-05-1996 t/m 10-08-1996 | Hitnotering: 11-05-1996 t/m 10-08-1996 | Hitnotering: 11-05-1996 t/m 10-08-1996 | Hitnotering: 11-05-1996 t/m 10-08-1996 | Hitnotering: 11-05-1996 t/m 10-08-1996 | Hitnotering: 11-05-1996 t/m 10-08-1996 | Hitnotering: 11-05-1996 t/m 10-08-1996 | Hitnotering: 11-05-1996 t/m 10-08-1996 | Hitnotering: 11-05-1996 t/m 10-08-1996 | Hitnotering: 11-05-1996 t/m 10-08-1996 | Hitnotering: 11-05-1996 t/m 10-08-1996 | Hitnotering: 11-05-1996 t/m 10-08-1996 | Hitnotering: 11-05-1996 t/m 10-08-1996 |
| Week                                   | 1                                      | 2                                      | 3                                      | 4                                      | 5                                      | 6                                      | 7                                      | 8                                      | 9                                      | 10                                     | 11                                     | 12                                     | 13                                     | 14                                     |                                        |
| -------------------------------------- | -------------------------------------- | -------------------------------------- | -------------------------------------- | -------------------------------------- | -------------------------------------- | -------------------------------------- | -------------------------------------- | -------------------------------------- | -------------------------------------- | -------------------------------------- | -------------------------------------- | -------------------------------------- | -------------------------------------- | -------------------------------------- | -------------------------------------- |
| Nummer                                 | 38                                     | 31                                     | 24                                     | 14                                     | 10                                     | 7                                      | 4                                      | 3                                      | 6                                      | 8                                      | 9                                      | 15                                     | 18                                     | 35                                     | uit                                    |

### Mega Top 50
| Hitnotering: 04-05-1996 t/m 17-08-1996 | Hitnotering: 04-05-1996 t/m 17-08-1996 | Hitnotering: 04-05-1996 t/m 17-08-1996 | Hitnotering: 04-05-1996 t/m 17-08-1996 | Hitnotering: 04-05-1996 t/m 17-08-1996 | Hitnotering: 04-05-1996 t/m 17-08-1996 | Hitnotering: 04-05-1996 t/m 17-08-1996 | Hitnotering: 04-05-1996 t/m 17-08-1996 | Hitnotering: 04-05-1996 t/m 17-08-1996 | Hitnotering: 04-05-1996 t/m 17-08-1996 | Hitnotering: 04-05-1996 t/m 17-08-1996 | Hitnotering: 04-05-1996 t/m 17-08-1996 | Hitnotering: 04-05-1996 t/m 17-08-1996 | Hitnotering: 04-05-1996 t/m 17-08-1996 | Hitnotering: 04-05-1996 t/m 17-08-1996 | Hitnotering: 04-05-1996 t/m 17-08-1996 | Hitnotering: 04-05-1996 t/m 17-08-1996 | Hitnotering: 04-05-1996 t/m 17-08-1996 |
| Week                                   | 1                                      | 2                                      | 3                                      | 4                                      | 5                                      | 6                                      | 7                                      | 8                                      | 9                                      | 10                                     | 11                                     | 12                                     | 13                                     | 14                                     | 15                                     | 16                                     |                                        |
| -------------------------------------- | -------------------------------------- | -------------------------------------- | -------------------------------------- | -------------------------------------- | -------------------------------------- | -------------------------------------- | -------------------------------------- | -------------------------------------- | -------------------------------------- | -------------------------------------- | -------------------------------------- | -------------------------------------- | -------------------------------------- | -------------------------------------- | -------------------------------------- | -------------------------------------- | -------------------------------------- |
| Positie                                | 34                                     | 24                                     | 17                                     | 14                                     | 10                                     | 10                                     | 8                                      | 5                                      | 5                                      | 7                                      | 8                                      | 9                                      | 14                                     | 17                                     | 25                                     | 34                                     | uit                                    |

### NPO Radio 2 Top 2000
| Nummer met noteringen in de NPO Radio 2 Top 2000 | '99 | '00 | '01 | '02 | '03 | '04 | '05 | '06 | '07 | '08 | '09 | '10 | '11 | '12 | '13 | '14 | '15 | '16 | '17 | '18 | '19 | '20 | '21 | '22  | '23 | '24 |
| ------------------------------------------------ | --- | --- | --- | --- | --- | --- | --- | --- | --- | --- | --- | --- | --- | --- | --- | --- | --- | --- | --- | --- | --- | --- | --- | ---- | --- | --- |
| Margherita                                       | 149 | 156 | 152 | 147 | 142 | 98  | 131 | 105 | 160 | 128 | 129 | 187 | 175 | 226 | 289 | 354 | 228 | 374 | 471 | 420 | 459 | 707 | 960 | 1258 | 993 | 886 |

1. ↑  Een vetgedrukt getal geeft de hoogste notering aan.